# Age of Empires II: The Age of Kings
Age of Empires II: The Age of Kings (pogosto okrajšano kot Age of Empires II, The Age of Kings, AoE II ali AoK) je realnočasovna strateška videoigra razvijalcev Ensemble Studios, ki je izšla leta 1999 pri založniku Microsoft za operacijska sistema Microsoft Windows in Mac OS. Gre za drugi del serije Age of Empires. Leta 2000 je izšla še razširitev The Conquerors, leta 2001 pa različica za PlayStation 2 pri založniku Konami. Age of Empires: The Age of Kings, ki je izšla leta 2006 za Nintendo DS, ni zgolj predelava za drugo platformo, pač pa potezna strateška igra, le po videzu in nekaterih podrobnostih podobna izvirniku.
Dogajanje je postavljeno v srednji vek. Igralec lahko izbere eno od trinajstih civilizacij: Britance, Bizantince, Kelte, Gote, Tevtone, Franke, Mongole, Kitajce, Japonce, Perzijce, Saracene, Turke ali Vikinge. Njegov cilj je z nabranimi surovinami zgraditi mesto, kjer lahko ustvari vojsko in nato z njo premagati nasprotnike. Civilizacije imajo različne prednosti in slabosti ter vsaka svojo posebno enoto, razlikujejo pa se tudi po izgledu zgradb in nekaterih osnovnih enot. Skozi igro dobijo možnost napredovanja med dobami, ki predstavljajo skupaj cca. 1000 let - to so temna doba, fevdalna doba, doba gradov in imperialna doba (približna ustreznica renesansi). Z napredovanjem dobi igralec dostop do močnejših enot in posebnih zgradb, kjer lahko za določeno ceno razišče izboljšave. Bojne enote so štirih tipov: pehota, konjenica, oblegovalni stroji in ladje, surovine pa zbirajo delavci.
Igra vključuje pet kampanj, v katerih igralec skozi posamezne misije odigra zgodovinsko dogajanje (upor Williama Wallacea, Ivana Orleanska in Stoletna vojna, Saladinove bitke s križarji, Džingiskanova osvajanja ter podvigi Friderika Barbarosse). Poleg tega pozna še tri različne enoigralske načine in možnost igranja več igralcev prek internetne ali lokalne povezave.

## Odziv
Tako kritiki kot občinstvo so igro zelo dobro ocenili. Povprečna ocena 47 recenzij je 92%. Večina kritikov je pohvalila močno izboljšanje glede na prvi del serije. Prejela je tudi več nagrad.
V začetku leta 2000 je založnik objavil podatek, da je prodal več kot 2 milijona izvodov. Igra je bila prodajni hit v več državah, med drugim v ZDA, Združenem kraljestvu in na Japonskem.

## Sistemske zahteve
166 MHz procesor 
 32 MB RAM 
 200 MB prostora na trdem disku